# Hard Attack – Tatort: Knast
Hard Attack – Tatort: Knast ist ein US-amerikanischer Actionfilm aus dem Jahre 1995 mit David Bradley in der Hauptrolle.

## Handlung
Nick Adams ist A.T.F. Agent der Regierung, welcher nach der Festnahme des Berüchtigten Drogenbosses Jimmy Wong in einen Undercover Einsatz, tief hinter die Gitter eines Hochsicherheitstrakt verlegt wird. Adams Auftrag ist das Sammeln von Beweisen zur Überführung einer Sekte die scheinbar Waffen anhand von Korrupten Wächtern außer Haus schmuggeln. Nick kommt schnell dahinter, doch ehe er was unternehmen kann, fliegt seine Tarnung auf.

## Produktion und Veröffentlichung
Der Film entstand unter der Regie von Greg Yaitanes und nach dem Drehbuch von Nicholas Amendolare und Chris Bold bei Nu Image Films. Die Musik schrieb Don Peake, die Kamera führte Moshe Levin und für den Schnitt war Omer Tal verantwortlich.
Premiere war im Mai 1995 bei den Filmfestspielen in Cannes. Danach kam der Film in Südkorea, Finnland und den USA in die Kinos und wurde auch ins Italienische, Griechische und Portugiesische übersetzt. In Deutschland kamen zwei Fassungen auf den Markt. Eine war um 10 Minuten und 40 Sekunden geschnitten und ab 16 Jahren freigegeben, die andere eine „uncut“-Fassung.